# Nesogordonia kabingaensis
Nesogordonia kabingaensis là một loài thực vật có hoa trong họ Cẩm quỳ. Loài này được (K.Schum.) Capuron mô tả khoa học đầu tiên năm 1953.